# 알렉산드르 푸시킨
알렉산드르 세르게예비치 푸시킨(러시아어: Алекса́ндр Серге́евич Пу́шкин, 문자 개혁 이전: Александръ Сергѣевичъ Пушкинъ, 1799년 6월 6일 ~ 1837년 2월 10일)은 러시아의 위대한 시인이자 소설가이다. 외조부는 표트르 대제를 섬긴 아비시니아(에티오피아) 흑인 출신 귀족이었다.

## 경력

### 생애 초기
그는 모계로 흑인(지중해 인종)의 피가 흐르고 있었는데, 그의 어머니는 18세기 표트르 대제의 총애를 받은 아브람 페드로비치 간니발 장군의 손녀였다. 외증조부 간니발은 아프리카 출신의 노예였으나 표트르 대제에 의해 속량받아 군인이 되었고, 실력을 인정받아 표트르 대제는 그의 세례 때 대부(代父)가 되어주기도 했다 한다. 외조부는 표트르 대제를 섬긴 아비시니아 지중해 인종 출신 귀족이었다.
곱슬머리와 검은 피부를 가진 푸시킨은 자신의 몸속에 에티오피아 지중해의 피가 흐르고 있음을 항상 자랑스럽게 생각했다. 어린 시절, 그는 프랑스인 가정교사의 교육을 받으며 자랐고, 유모 아리나 로지오노브나로부터 러시아어 읽기와 쓰기를 배웠을 뿐만 아니라, 러시아 민담과 민요를 들었다. 또한 그는 유모를 통해서 러시아 민중의 삶에 대해 깊이 동정하고 이해할 수 있게 되었다. 그가 어렸을 때 유모 아리나가 들려준 러시아의 옛날 이야기 및 설화가 그를 대시인으로 성공시키는 데 크게 도움이 되었다. 가정교사로부터 배운 외국어 가운데 프랑스어에 가장 뛰어나 10세경에 이미 프랑스어로 시를 썼다.

### 학창 시절
1811년(12세), 차르스코예 셀로에 있던 학습원에 들어가서 자유주의적 교육의 영향을 받았다. 1816년(17세)의 공개 진급시험에서는 자작시 <차르스코예 셀로의 추억>을 낭독하여 이곳에 나와 있던 노시인 가브릴라 데르자빈을 감격시켰다고 한다.

### 관료 생활과 추방
1817년(18세), 학습원을 졸업하고 외무성에 들어간다. 그 후 거의 3년간은 고등 룸펜이 되어 사교계에 출입하면서 방탕한 생활을 보냈으나 명석한 판단력은 잃지 않고 자유주의적 정신으로 농노 제도 및 전제정치를 공격하는 시 《자유》(1817), 《마을》(1819) 등을 발표했는데, 이 때문에 1820년 남러시아로 추방당하기에 이르렀다. 그해 설화를 주제로 하면서 구어를 대담하게 채용한 서사시 《루슬란과 류드밀라》를 발표하여서 러시아 시에 새 경지를 개척하는 동시에 시인으로서의 지위를 굳혔다.
추방생활 중 바이런의 영향을 강하게 받아 《카프카스의 포로》(1822), 《집시》(1823), 《바흐치사라이의 샘》(1824) 등 낭만주의적 색채가 농후한 서사시 및 서정시를 썼으며, 이 동안에 릴레예프 등 데카브리스트와 친해졌다. 1824년 오데사 총독과 충돌, 프스코프 현에 있는 모친 영지 미하일로프스코 촌에 칩거하게 되었다. 이때부터 점차로 바이런의 영향에서 벗어나 이미 남방체제 중에 제1장을 발표한 바 있는 시형식 소설 《예브게니 오네긴》의 후속 장이나 《보리스 고두노프》에는 리얼리즘에의 이행이 엿보인다. 1825년의 데카브리스트 반란 후 상트페테르부르크와 모스크바 거주는 허용되었으나 위험인물로 취급되어 황제의 직접 검열을 받아야 하는 중압하에 우울한 기분을 나타내는 서정시나 연애생활을 하면서 기분전환을 꾀하다가, 1830년부터 새로운 창작생활 시기에 들어간다.

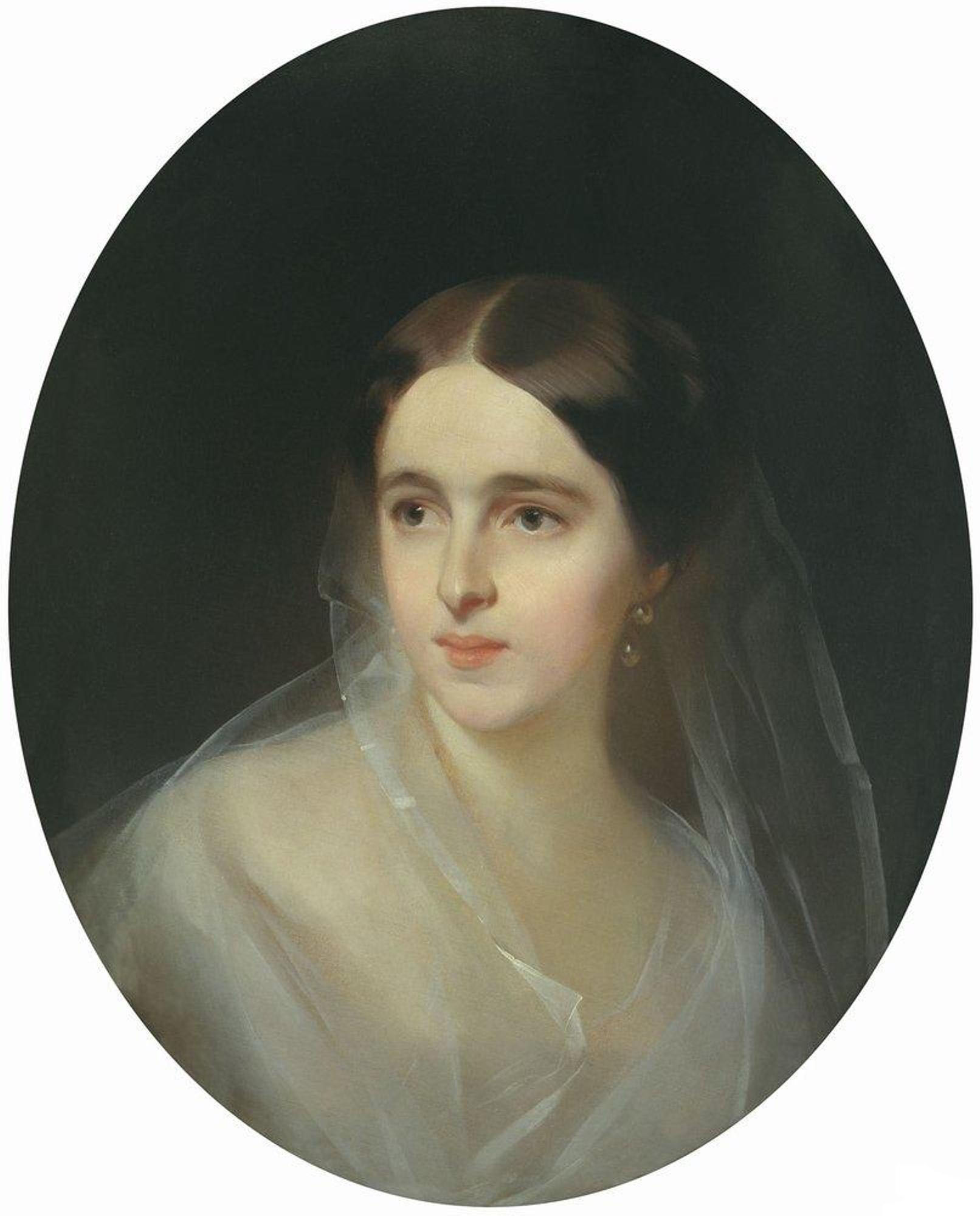
푸시킨의 아내 나탈리아 곤차로바

그는 우선 《오네긴》을 완성하고 이어 《인색한 기사》(1833) 등 시작품을 내는 한편, 신문에도 손을 대 단편집 《벨킨 이야기》(1830), 《스페이드 여왕》(1834), 소설 《대위의 딸》 등 허다한 걸작을 썼다.

### 생애 후반
1831년 미모로 소문난 나탈리야 곤차로바와 결혼하였다. 나탈리야는 그보다 13년 연하의 여성으로 첫 남편과 사별한 상태였다. 1831년 푸시킨은 격렬한 구애 끝에 어머니의 반대를 무릅쓰고 나탈리야 곤차로바와 결혼에 성공했고 상트페테르부르크에 집을 마련하여 정착했다. 그는 다시 관직에 등용되었고 표트르 대제 치세의 역사를 쓰도록 위촉받았다. 1834년 황제의 시종보로 임명되었는데, 이는 그의 실력 보다는 부분적으로는 나탈리야가 궁정행사에 참석하기를 바란 황제의 속셈이 작용한 때문이었다. 이 기간 중 그의 아내 나탈리야와 황제 표트르 간의 불륜관계라는 소문이 돌기도 하였으나 그는 개의치 않았다.
1836년에는 잡지 SOVREMENNIK를 간행하는데 참여하였다.

### 사망
1837년 그의 반역정신을 적대시하는 귀족들이 나탈리야가 부정한 생활을 하고 있다는 날조된 소문을 퍼뜨림으로써 푸시킨은 나탈리야가 바람을 피운다고 지목한 프랑스인 귀족 조르주 당테스와 결투를 벌이다가 총상으로 인해 비운의 죽음을 당했다. 그의 나이 37세였다.

## 평가
그는 러시아 근대문학의 창시자로서 문학의 온갖 장르에 걸쳐 그 재능을 발휘했다. 과거 100년간 러시아 시분야에서 그의 간결하고 평이 명료한 시 영향을 조금이라도 받지 않은 시인은 없다고 해도 과언이 아니며 산문에 있어서도 19세기 러시아 리얼리즘의 기초는 그에 의해 구축되었다.
푸시킨은 ‘러시아 국민 문학의 아버지’, ‘위대한 국민 시인’ 등으로 불린다. 막심 고리키의 말대로 ‘시작의 시작’이라는 위치를 차지하고 있으며, 많은 비평가 역시 푸시킨의 작품을 심도 있게 연구하면서 ‘모든 것을 포용하는 보편성’(도스토옙스키의 표현)을 강조했다. 그의 문학작품은 모든 예술사조(ism)를 수용하면서 새로운 예술사조의 가능성을 열어놓았다. 그는 고전주의, 낭만주의, 사실주의의 모든 요소를 받아들이는 동시에 모든 것을 부정하는 아이러니한 대화를 하고 있다.
그는 1812년 프랑스와의 전쟁에서 승리로 고무된 러시아 민족의 애국주의 사상, 민족적 자각과 민족적 기운이 고조되는 역사적 시기에 창작 활동을 시작했다. 그는 러시아 국민 사상과 감정을 훌륭히 표현한 러시아 국민 문학의 창시자이자 러시아 문학어의 창시자다. 국민 생활과의 밀접한 유대, 시대의 선구적 사상의 반영, 풍부한 내용 등의 측면에서 그를 따를 러시아 작가는 없다. 투르게네프가 푸시킨 이후의 작가들은 그가 개척한 길을 따라갈 수밖에 없었다고 말한 것처럼 그의 문학적 영향력은 매우 크다.

## 작품
- 《차다예프에게》(1818년)
- 《농촌》(1819년)
- 《루슬란과 류드밀라》(1820년)
- 《카프카스의 포로》(1822년)
- 《바흐치사라이의 샘》(1823년)
- 《집시》(1824년)
- 《예브게니 오네긴》(1823년~30년)
- 《삶이 그대를 속일지라도》(1825년)
- 《보리스 고두노프》(1825년)
- 《누손 백작》(1825년)
- 《폴타바》(1828년)
- 《인색한 기사》(1830년)
- 《모차르트와 살리에리》(1830년)
- 《돌의 손님》(1830년)
- 《질병 때의 주연》(1830년)
- 《벨킨 이야기》(1830년)
- 《스페이드의 여왕》(1834년)
- 《청동의 기사》(1833년)
- 《대위의 딸》(1836년)

## 같이 보기
- 니콜라이 고골리
- 니콜라이 카람진
- 바이런
- 나탈리야 곤차로바
- 표트르 1세